# Ганкель, Герман
Ге́рман Га́нкель (Ханкель) (нем. Hermann Hankel; 14 февраля 1839[…], Галле, Саксония — 29 марта 1873[…], Шрамберг, Фрайбург) — немецкий математик; известен работами в области основания арифметики, комплексного анализа, кватернионов, интегральных преобразований, линейной алгебры, а также по истории античной и средневековой математики.

## Биография
В то время, когда родился Герман Ганкель его отец Вильгельм Готтлиб Ганкель (нем. Wilhelm Gottlieb Hankel) работал преподавателем физики в Галле, но в 1849 году ему предложили кафедру физики в Лейпциге, куда семья Ганкелей и переехала. Герман учился в Гимназии святого Николая.
В 1857 году Герман поступил в Лейпцигский университет, где учился математике у Августа Мёбиуса и физике у собственного отца. В 1860 году Ганкель продолжил учёбу в университете Гёттингена у Бернхарда Римана, и в следующем году работал с Карлом Вейерштрассом и Леопольдом Кронекером в Берлине, где и защитил диссертацию на тему «О специальном классе симметричных определителей» (нем. Über eine besondere Klasse der symmetrischen Determinanten)

## Труды
- (1863) Die Euler'schen integrale bei unbeschränkter variabilität der arguments.
- (1867) Vorlesungen uber die complexen Zahlen und ihre Functionen.
- (1867) Theorie der complexen Zahlensysteme.
- (1869) Die Entwicklung der Mathematik in den letzten Jahrhunderte.
- (1875) Die elemente der projectivische geometrie in synthetische behandlung.